# Tichosina cubensis
Tichosina cubensis is een soort in de taxonomische indeling van de armpotigen (Brachiopoda).
Het dier behoort tot het geslacht Tichosina en behoort tot de familie Terebratulidae. De wetenschappelijke naam van de soort werd voor het eerst geldig gepubliceerd in 1867 voor het eerst wetenschappelijk door Pourtalès.